# Neoepiscardia namibiae
Neoepiscardia namibiae är en fjärilsart som beskrevs av László Anthony Gozmány. Neoepiscardia namibiae ingår i släktet Neoepiscardia och familjen äkta malar. Inga underarter finns listade i Catalogue of Life.